# فيرا زلاتريفا
فيرا زلاتاريفا (3 ديسمبر 1905 - 19 أغسطس 1977) ناشطة نسوية بلغارية ، ومؤلفة، ومُحامية بحق المرأة في التصويت.

## حياتها
ولدت في 3 ديسمبر 1905 في قرية جوليامو بيلوفو في بلغاريا، درست المدرسة الإعدادية والثانوية في بلوفديف، وبعد ذلك التحقت بجامعة صوفيا وتخرجت من قسم القانون في عام 1929، وبعد تخرجها بعامين استطاعت أن تحصل على درجة الدكتوراة من الجامعة نفسها.
في 1931-1932، عملت في مكتب المستشار القانوني في وزارة الزراعة وممتلكات الدولة، وفي عام 1932 إلى عام 1934 أشرفت على إدارة قسم خاص في الشرطة ( لمحاربة الدعارة) في بلوفديف، ومن يوليو 1934 إلى يوليو 1936، عملت زلاتاريفا في مجلس مدينة بلوفديف كرئيسة لقسم الدعم الاجتماعي.
في عام 1936 تزوجت من السياسي والمحامي ميخائيل جينوفسك وأنجبت منه طفلين (ابنة وابن)، وقررت العائلة الانتقال إلى صوفيا عاصمة بلغاريا، وبعد زواجها بفترة بدأت بالعمل في مكتب محاماة زوجها من يونيو 1937، وبعد ذلك تم انتخابها من قبل الجمعية الوطنية كعضوة في الاتحاد الوطني الزراعي البلغاري بعد الانقلاب الشيوعي في عام 1944، توفيت في 19 أغسطس 1977.

## أنشطة
بدأت زلاتاريفا بعد زواجها بالمطالبة بحقها في ممارسة المحاماة والعمل في المجال القانوني، ولم يتحقق ذلك إلا بعد انقلاب عام 1944، حيث منحت المرأة حقوقًا متساوية مع الرجل، واستفادت من هذه الحقوق وأصبحت أول محامية في بلغاريا.

## ملحوظات
1. ↑  Daskalova, pp. 620, 622
2. ↑  Daskalova, p. 622